# ROGVAIV
ROGVAIV, scris și R.O.G.V.A.I.V. sau Rogvaiv, este un acronim provenind de la culorile vizibile (roșu, oranj, galben, verde, albastru, indigo și violet) și care reprezintă o formulă mnemotehnică pentru  reținerea mai ușoară a culorilor și a ordinei lor din spectrul vizibil (culorile curcubeului).

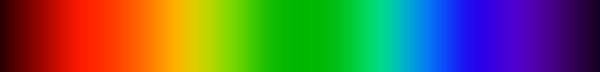
RoșuOranjGalbenVerdeAlbastruIndigoViolet

La fel ca și la curcubeu, culorile din imaginea de mai sus sunt aranjate în ordinea descrescătoare a lungimilor lor de undă, cea a culorii roșu fiind de 700 nanometri iar cea a violetului de 400 nm.
De fapt, datorită faptului că spectrul este continuu, culorile sunt definite pe intervale arbitrare, între ele neexistând granițe stabilite definitiv. Definirea culorii indigo din spectru s-a petrecut chiar relativ recent, ea fiind atribuită lui Isaac Newton, care a vrut ca numărul culorilor din spectrul lui să fie șapte, pentru a corespunde zilelor săptămânii, celor șapte note ale unei game muzicale și numărului de planete cunoscute pe atunci. 